# Carl Sehested Christiansen
Carl Sehested Christiansen (født 8. marts 1868 i Sneslev, død 30. april 1949 i Ordrup) var en dansk historiker.
Han skrev bøgerne Bidrag til dansk Statshusholdnings Historie under de to første Enevoldskonger (2 bind, 1908-1922) og Formuesforhold i Danmark under de første Enevoldskonger 1660-1700 (1941).
12. december 1935 blev han medlem af Det kongelige danske Selskab for Fædrelandets Historie, desuden var han dette selskabs kasserer i perioden 9. marts 1936 – 20. februar 1941.